# 145820 Valeromeo
145820 Valeromeo è un asteroide della fascia principale. Scoperto nel 1998, presenta un'orbita caratterizzata da un semiasse maggiore pari a 2,4398729 UA e da un'eccentricità di 0,1970296, inclinata di 3,12283° rispetto all'eclittica.